# فهرست جزایر استان هرمزگان
فهرستی از جزایر استان هرمزگان ایران:
- جزیره قشم
- جزیره ابوموسی
- جزیره کیش
- جزیره لاوان
- جزیره هندرابی
- جزیره شیدور
- (شیدور یا جزیره ماران)
- جزیره لارک
- جزیره هرمز
- جزیره هنگام
- جزیره تنب بزرگ
- جزیره تنب کوچک
- جزیره سیری
- جزیره فرور بزرگ
- جزیره فرور کوچک
- جزیره دوکوهک